# Coleta van Corbie

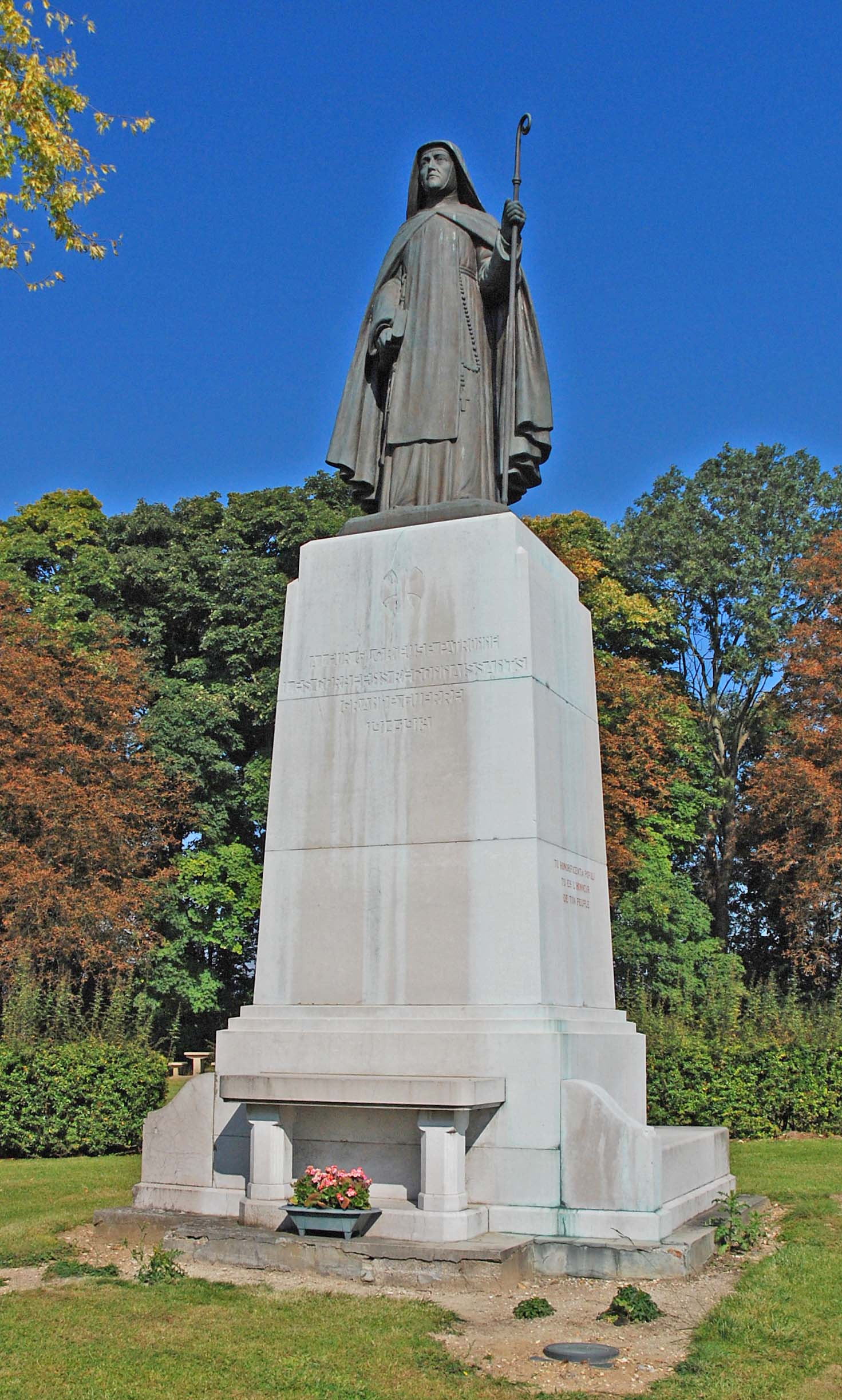
Coleta in Corbie

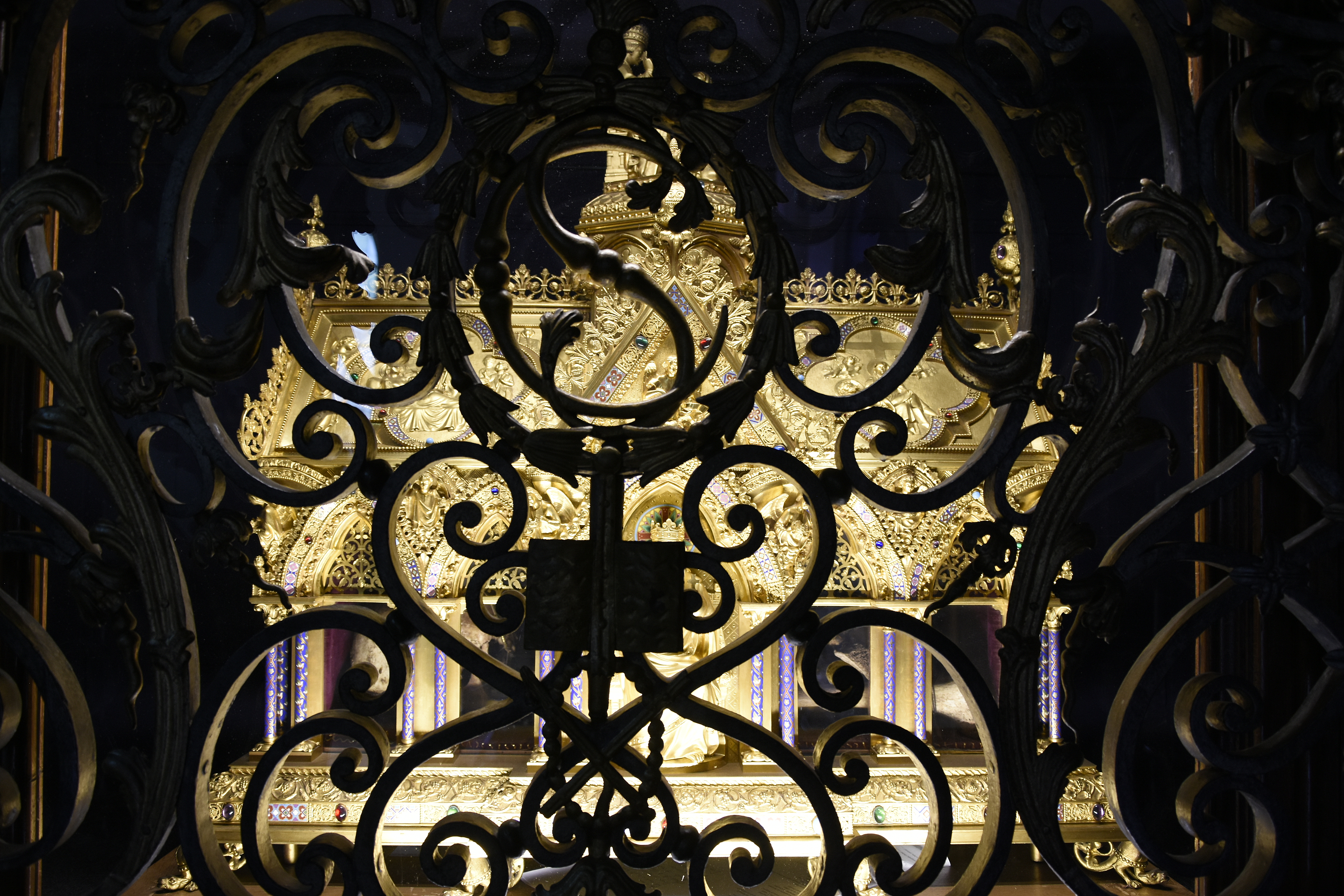
Het schrijn van de heilige Coleta in het Sint-Claraklooster te Poligny

Nicolette Boëllet (ook Boillet, Boilet of Boylet) (Corbie, 13 januari 1381 – Gent, 6 maart 1447) was een kluizenares, die later als claris een aantal kloosters stichtte of hervormde die zouden uitgroeien tot de orde der clarissen coletienen. Ze is beter bekend als de heilige Coleta van Corbie.

## Leven
Coleta werd geboren als enig kind van Robert Boëllet, meester-timmerman van de benedictijnerabdij van Corbie, en zijn echtgenote Marguerite Moyon. Raoul de Roye, abt van Corbie werd haar voogd na de dood van haar ouders. Zij weigerde te trouwen en sloot zich eerst aan bij de begijnen en later bij de benedictinessen van Corbie als lekenhelpster. Vervolgens werkte ze als dienstbode in de clarissenabdij van Pont-Saint-Maxence. Coleta vond het regime daar te mild en ze besloot in 1402 op advies van de franciscaan Jean Pinet als kluizenares verder te leven in eenzaamheid. Zij verbleef gedurende vier jaar in een huis met drie kamers in Corbie.
Na een visioen waarin zij Franciscus van Assisi zag, besloot ze lid te worden van de reguliere Derde Orde van Sint-Franciscus. In 1406 trad ze toe tot de orde van de clarissen. Zij bezocht in 1406 paus Benedictus XIII die in Nice verbleef. Haar medereizigers waren de franciscaan Henri de la Balme, Margaretha van Bourgondië en Blanca van Savoye. De paus gaf haar de investituur van algemene abdis over al de clarissenmonasteria die de regel van Clara, met accent op armoede, zouden volgen. Zij kreeg de opdracht de kloosters te hervormen en waar nodig nieuwe kloosters te stichten. Blanca schonk haar een kasteel in Balme waar de eerste roepingen worden ondergebracht. In 1410 stichtte zij haar eerste klooster in Besançon.
Al spoedig volgden anderen het voorbeeld en aanvaardden de armoede en soberheid waaruit het strengere leven bestaat. Zij stichtte kloosters in Auxonne (1412), Seurre (1412), Poligny (1415) en Orbe (1430). Een kloosterstichting in Corbie in 1445 mislukte door plaatselijke tegenkanting. De hervorming verspreidde zich over Bourgondië, Frankrijk, Vlaanderen, Italië en Spanje. Samen met de heilige Vincent Ferrer zette zij zich in om het schisma tussen Avignon en Rome ongedaan te maken. Zij sloot ook vriendschap met de heilige Johannes van Capestrano.
Coleta was zeer vroom: na het ontvangen van de Communie kon zij voor uren in extase vallen.
Vanaf 1426 vroegen de Gentenaars om haar komst. Op 3 augustus 1442 deed ze haar intrede in de stad. Ze stichtte het Monasterium Bethlehem te Gent met financiële steun van Filips de Goede, diens echtgenote Isabella van Portugal en de lokale adel. Dit klooster lag oorspronkelijk aan de Minnestraat (nu Goudstraat 3-15), waar sinds 22 juni 1947 (500 jaar na haar overlijden) een gedenkplaat hangt. Ze keerde snel terug naar Besançon. Vóór haar vertrek benoemt ze Odetta, een dochter van de Bourgondische hertog, tot abdis.
Op 6 december 1446 keerde ze terug naar Gent waar ze een paar maanden later overleed. Ze werd opgebaard in de kloosterkerk, waar naar schatting 40.000 vereerders haar een laatste groet kwamen brengen.

### Geschriften
Coleta schreef in 1430 de Constituties als commentaar op de regel van de heilige Clara. Deze tekst werd in 1434 goedgekeurd door Guillaume de Casal, de minister-generaal van de franciscanen en later ook door de paus. Er is een autograaf uit 1442 van haar bewaard dat ze richtte aan de zusters van Gent.

## Na haar dood
Ze was een tijdlang begraven in de tuin van het Monasterium Bethlehem te Gent. Als de Geuzen in 1577 het klooster verwoestten, vluchtten de zusters naar Atrecht, Kamerijk en Hesdin. Ze namen het schrijn met het gebeente van Coleta mee. In 1584 keerden ze terug naar Gent waar Coleta opnieuw een rustplaats vond. Toen keizer Jozef II in 1783 de 'onnutte' kloosters afschafte, werd Coleta opnieuw ontgraven en bracht men haar over naar het Sint-Claraklooster in de Franse gemeente Poligny waar ze nog altijd rust. Het reliekschrijn werd geschonken door Louise Marie van Frankrijk, dochter van koning Lodewijk XV die zelf kloosterlinge was.
Op 25 mei 1807 werd zij door paus Pius VII heilig verklaard. Ter gelegenheid daarvan werd een gedeelte van haar relikwie overgebracht naar de Sint-Baafskathedraal in Gent.
Haar feestdag is op 6 maart. Zij is de beschermheilige van Corbie, Gent, de clarissen, de coletienen, de timmerlieden, de dienstmaagden en patrones tegen oogziekten, onvruchtbaarheid, hoofdpijn en koorts.

## De oorsprong van haar naam en haar speciale verering
Volgens de legende hadden haar ouders een onvervulde kinderwens. Zij baden tot de heilige Nicolaas en uiteindelijk werd hun wens vervuld toen de vrouw al zestig jaar oud was. Het kind kreeg de naam Nicolette om de heilige te bedanken. Coleta werd in Gent aanroepen om een voorspoedige geboorte af te smeken. Zwangere moeders gingen hiervoor in het Gentse klooster onder de mantel van Coleta zitten. Volgens de overlevering was dit de sluier die ze van de paus Benedictus XII bij haar intrede als kloosterlinge gekregen had.

## Maagd en Kind
Het beeldhouwwerk Maagd en Kind van Claus van de Werve dat in het Metropolitan Museum of Art in New York wordt bewaard werd op vraag van Margaretha van Beieren, de echtgenote van Jan zonder Vrees in 1415 aan Coleta geschonken, bij de stichting van het klooster in Poligny. Hoogstwaarschijnlijk stond het daar. Een kopie ervan is te zien in de nabijgelegen Collegiale Sint-Hippolytus.

## Galerij

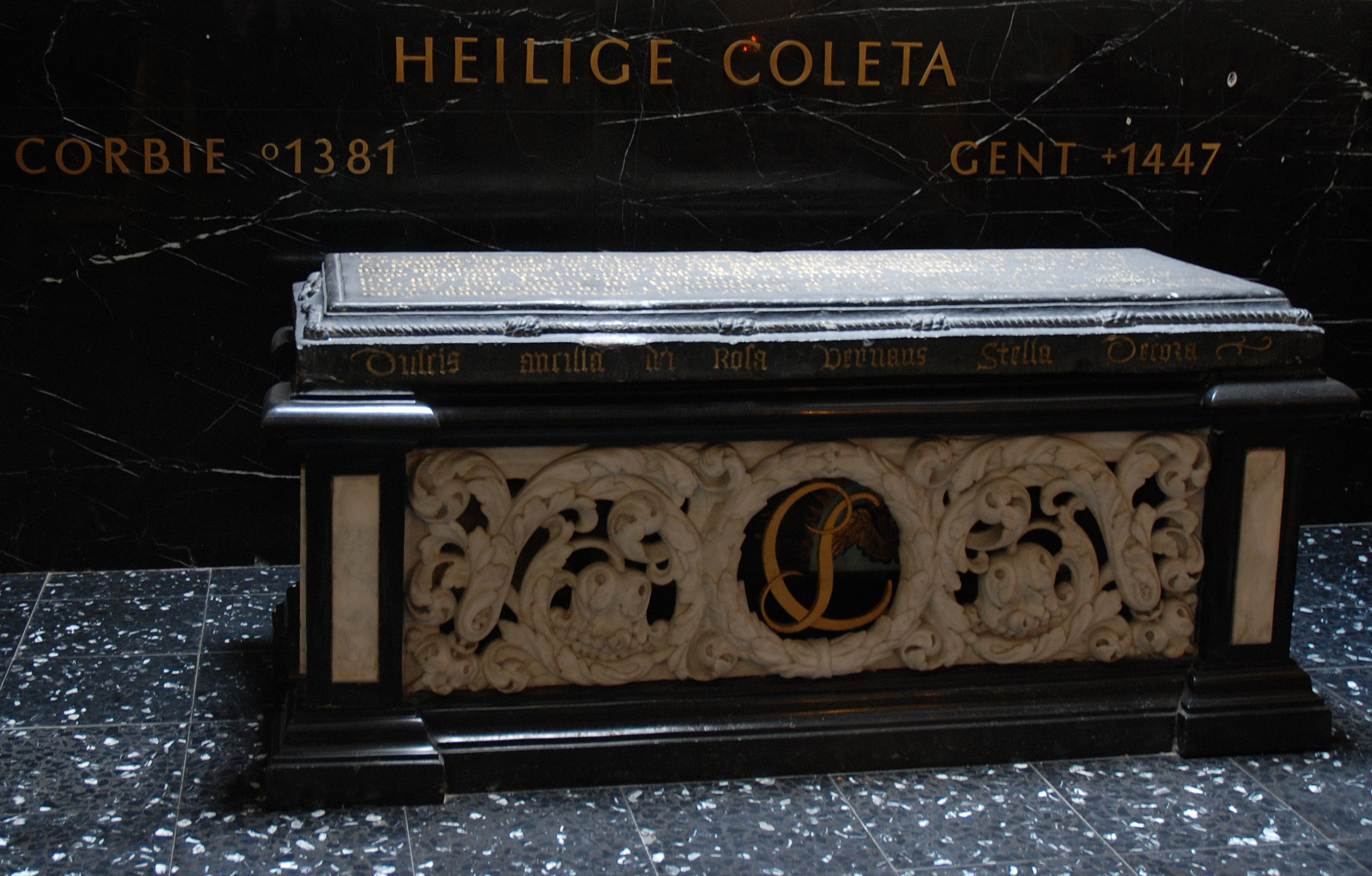
De marmeren grafsteen van Coleta (1536) in het Monasterium Bethlehem te Gent
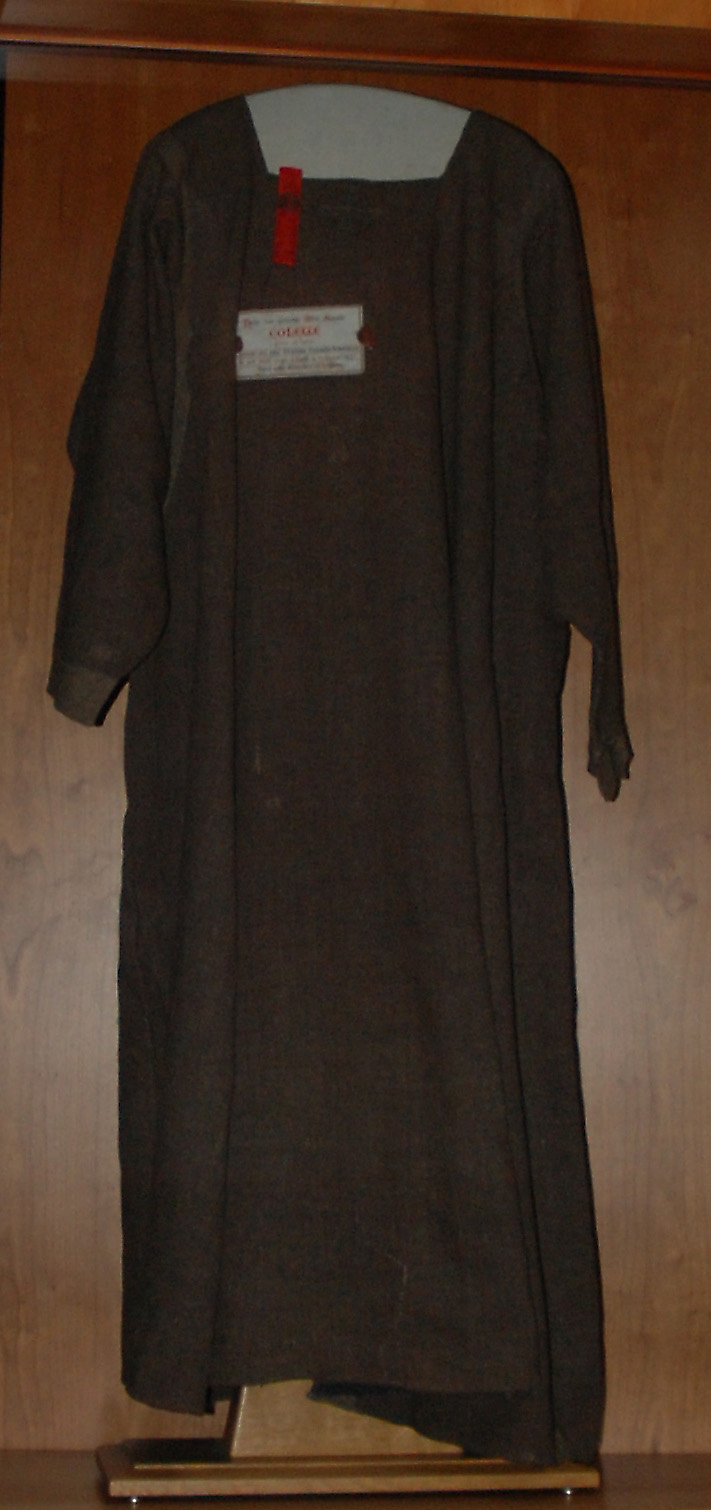
Het habijt van Coleta in het Monasterium Bethlehem
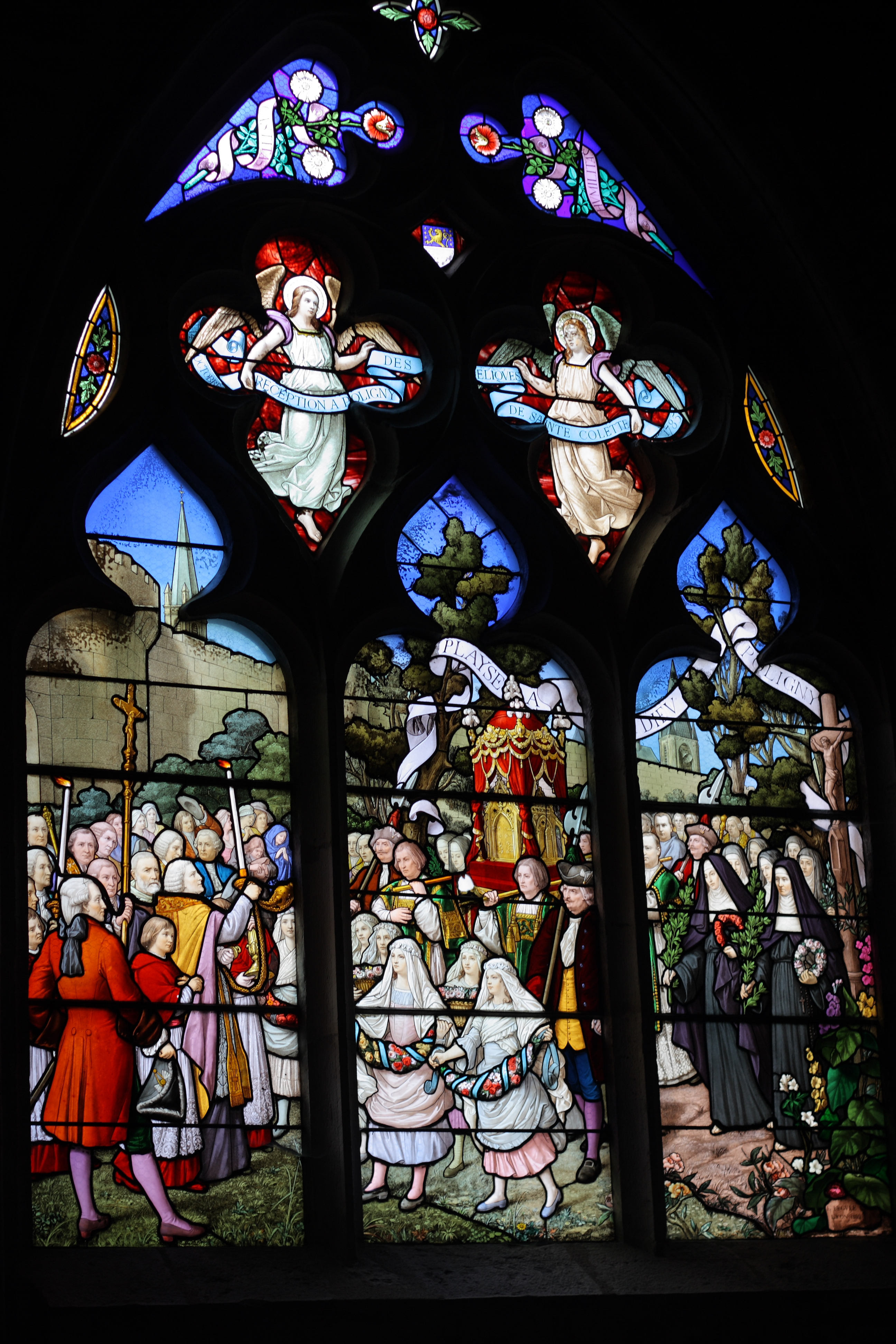
Glasraam in de kerk te Poligny die de overdracht van haar relieken naar Poligny afbeeldt
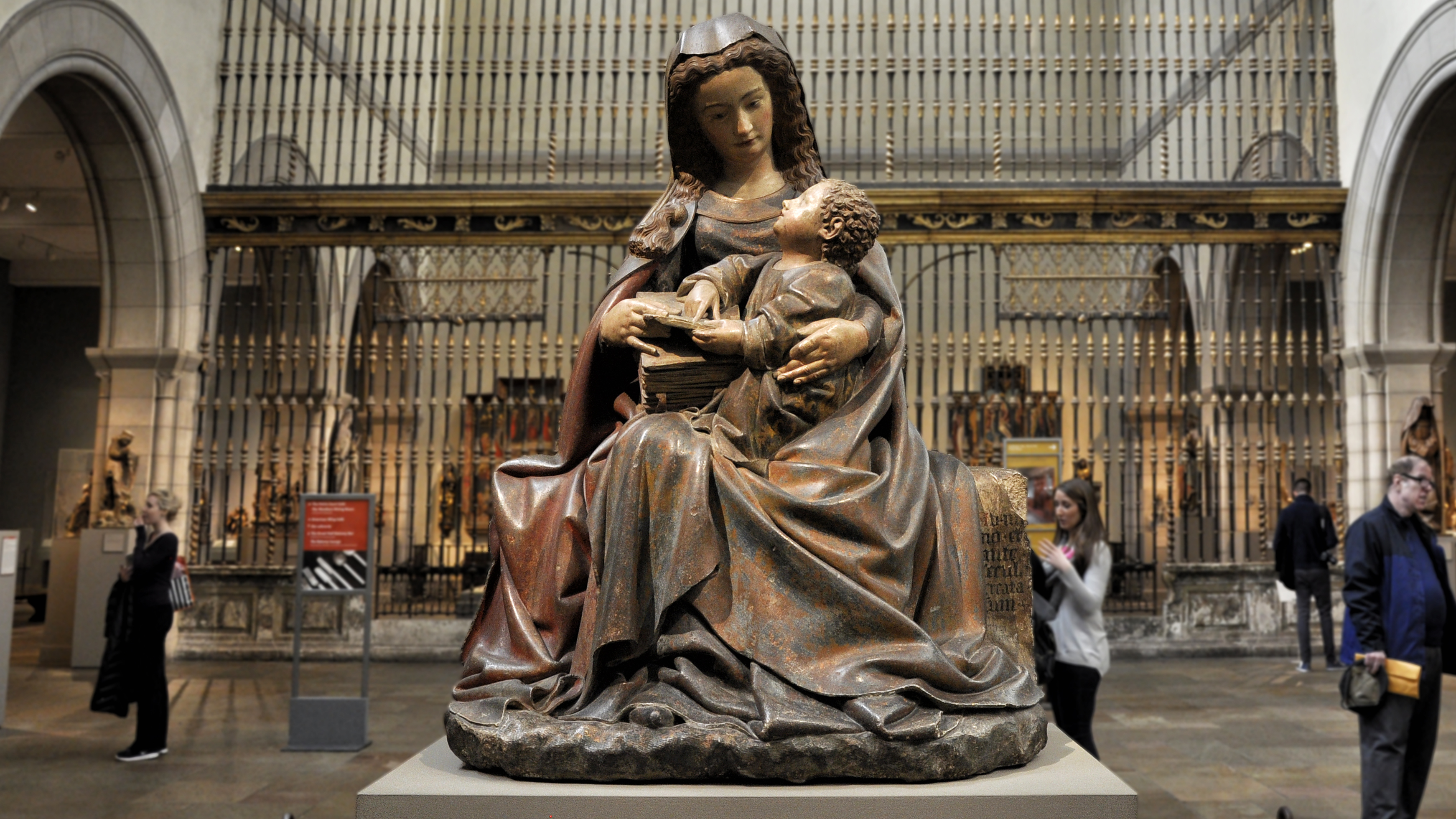
Maagd en Kind (1415)
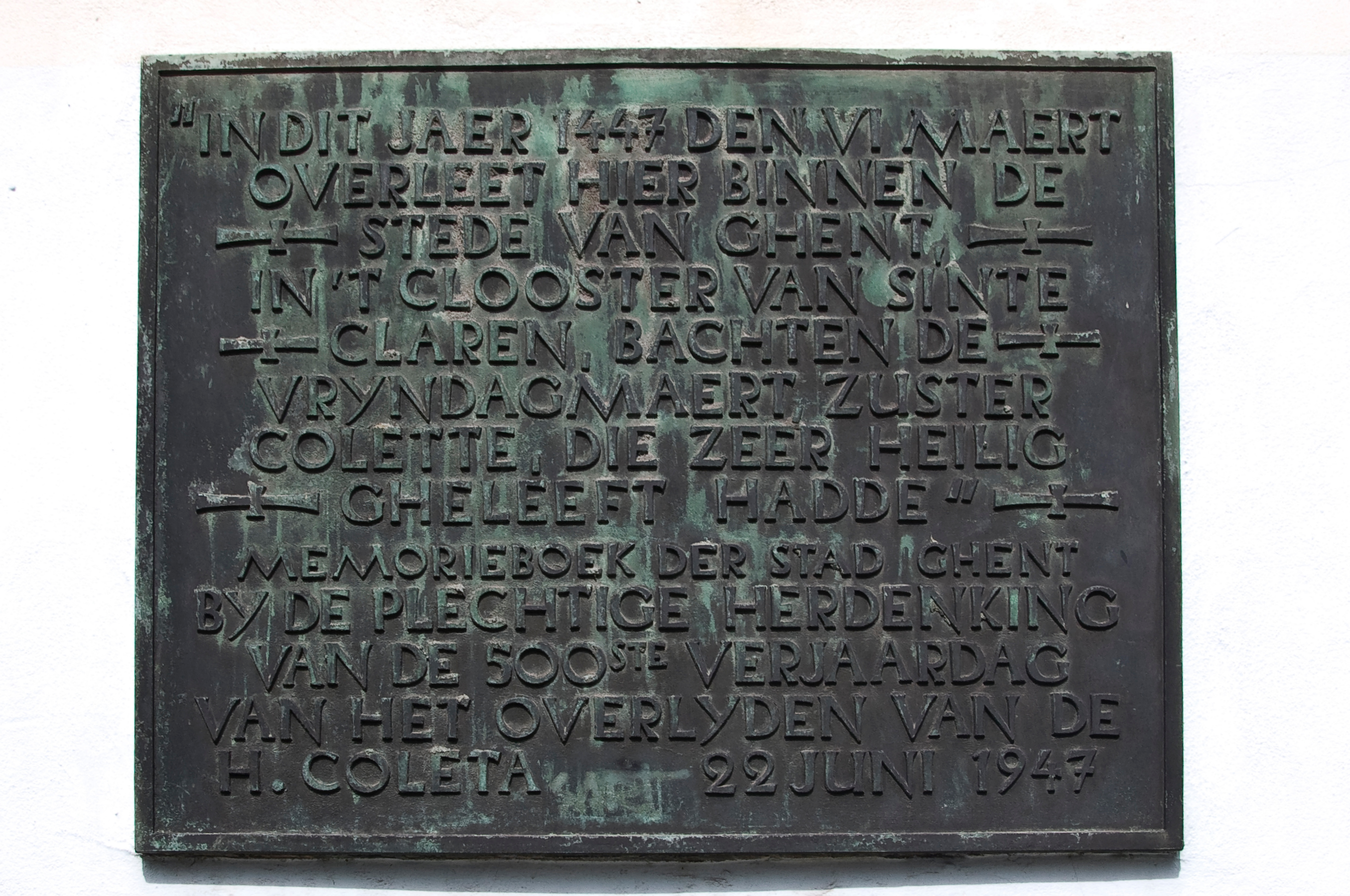
Gedenkplaat aan het pand in de Goudstraat (vroeger Minnestraat) te Gent
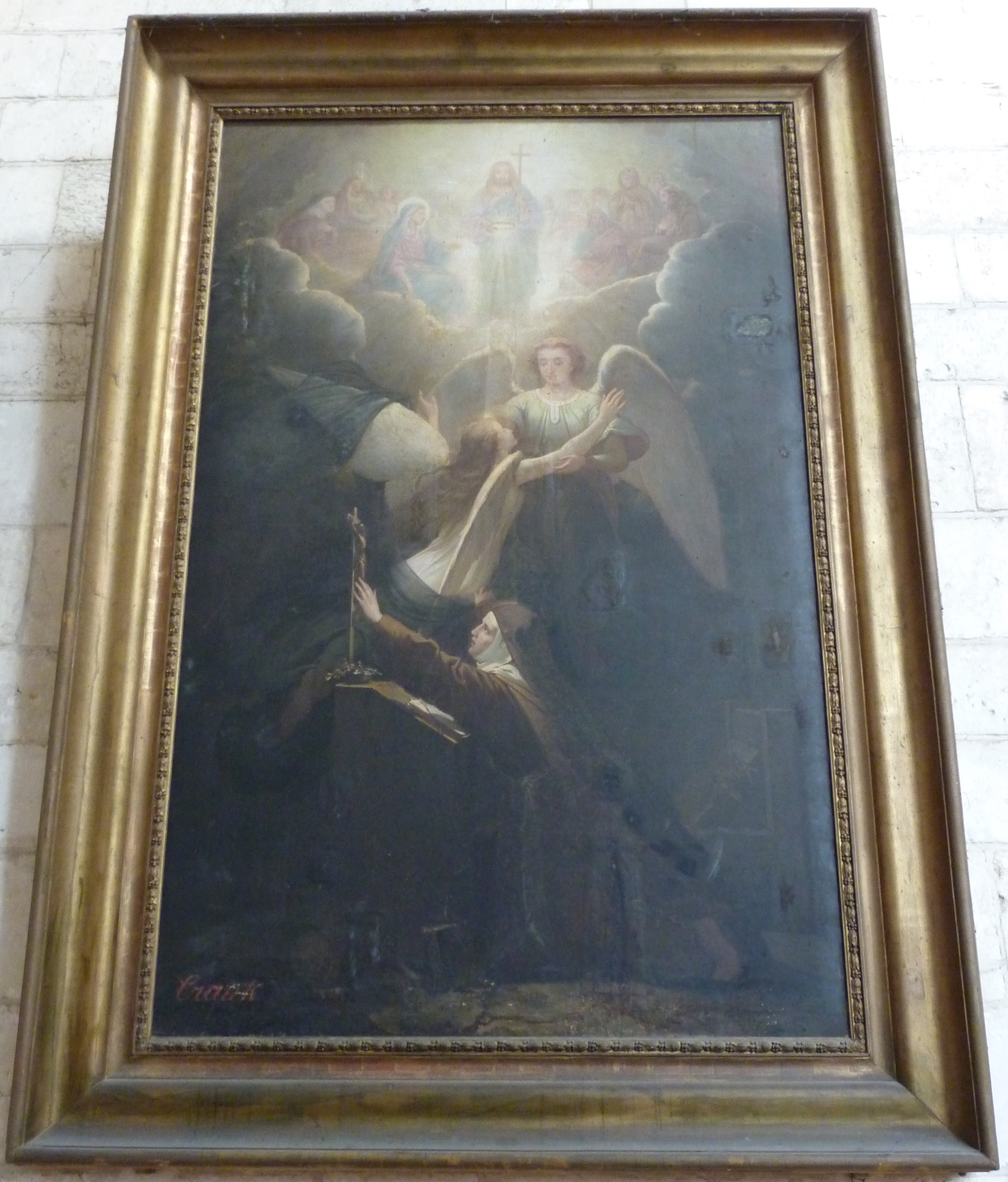
Heilige Coleta, Charles Crauk, 1859, Corbie
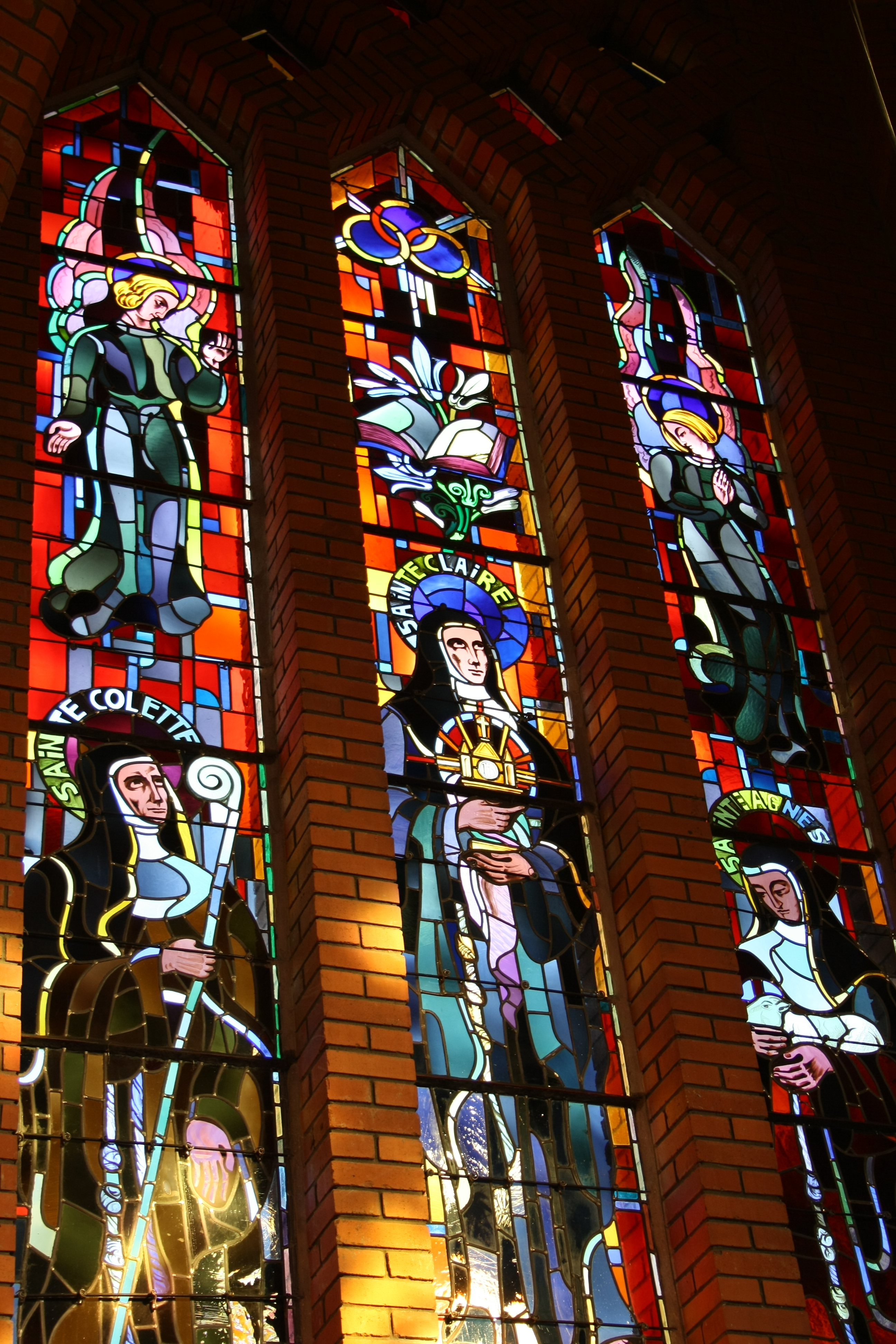
Heilige Coleta, glasraam in Parijs
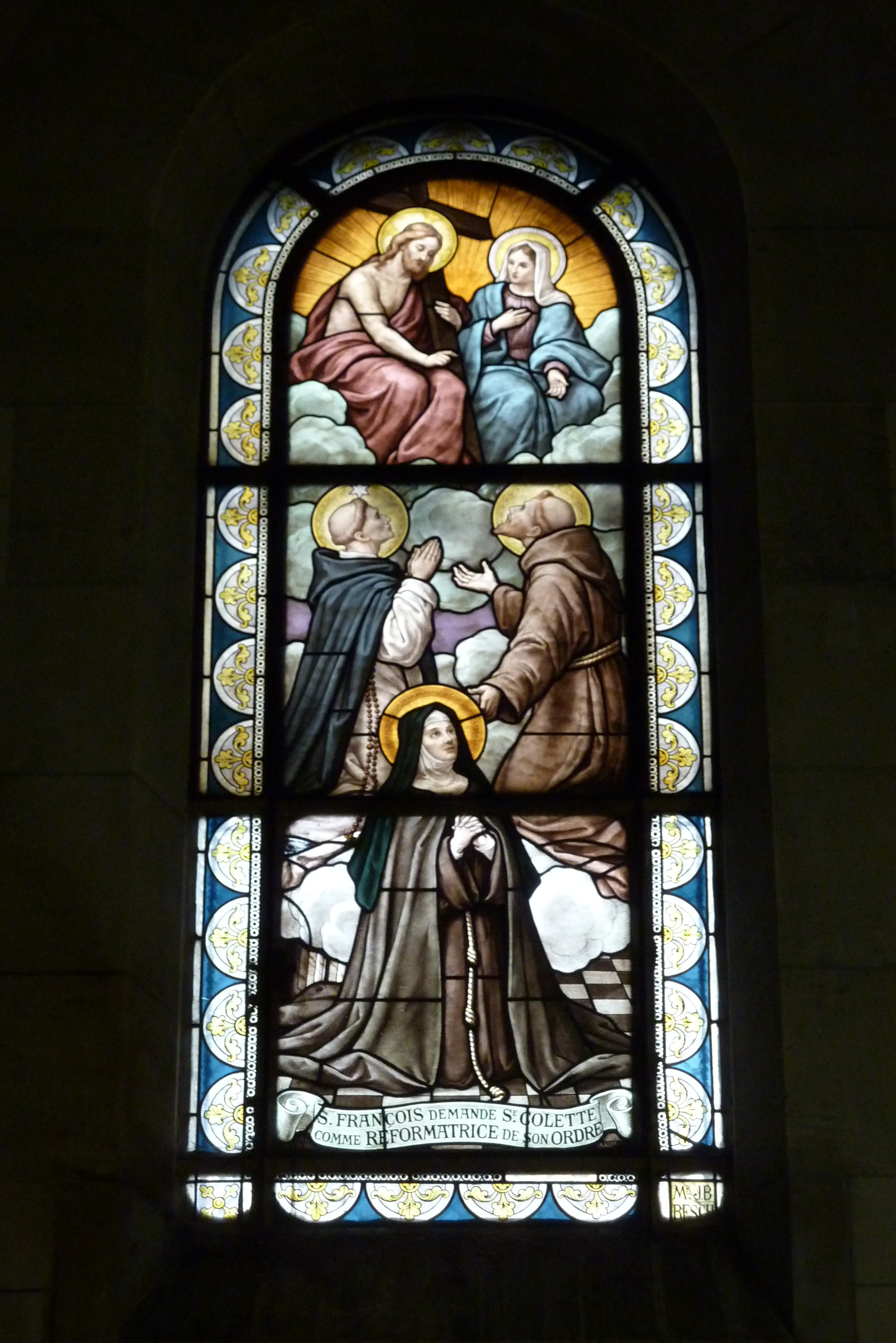
Heilige Coleta, Saint-Ouen
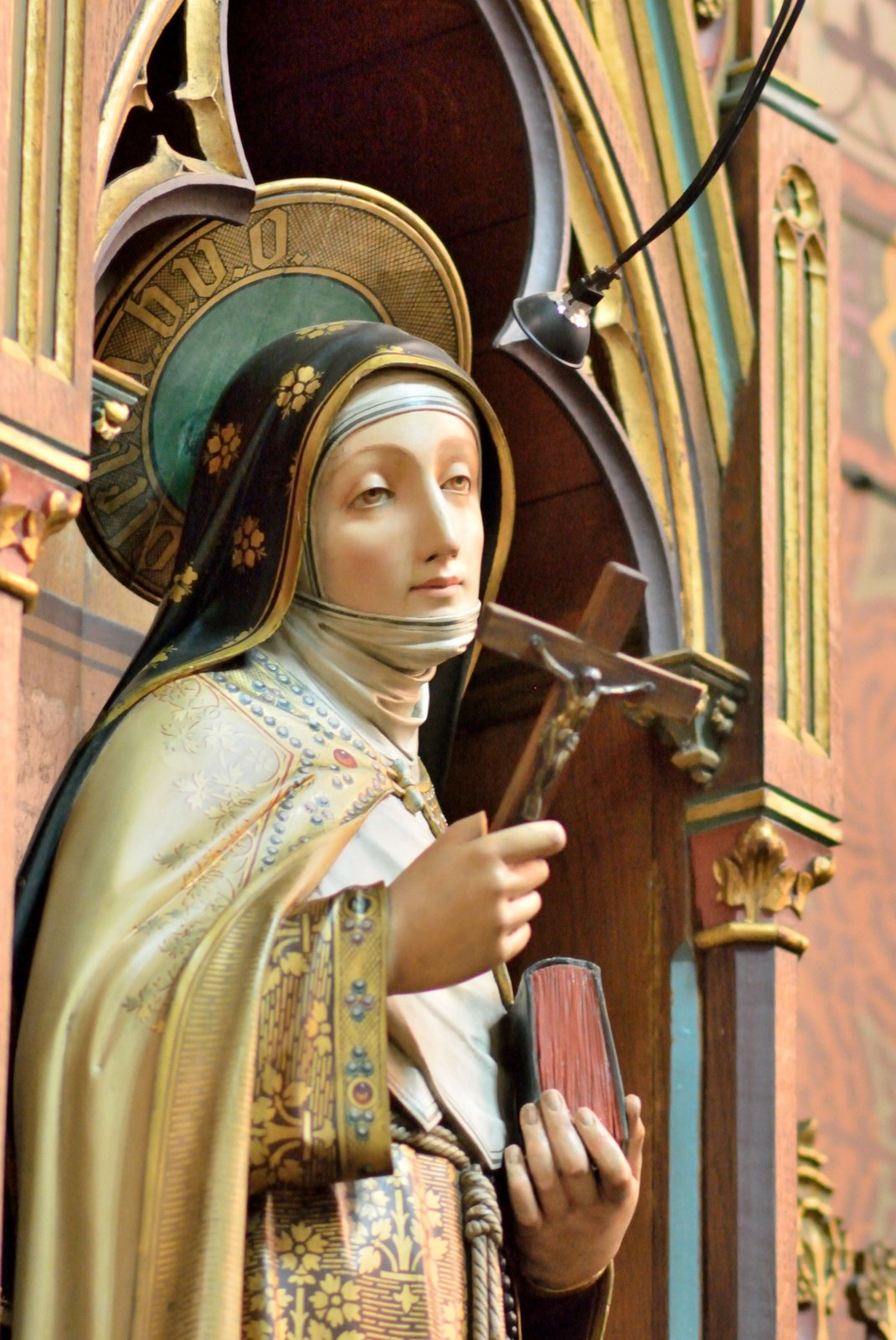
Sint-Coleta: centraal beeld van een retabel in de Sint-Coletakerk te Gent
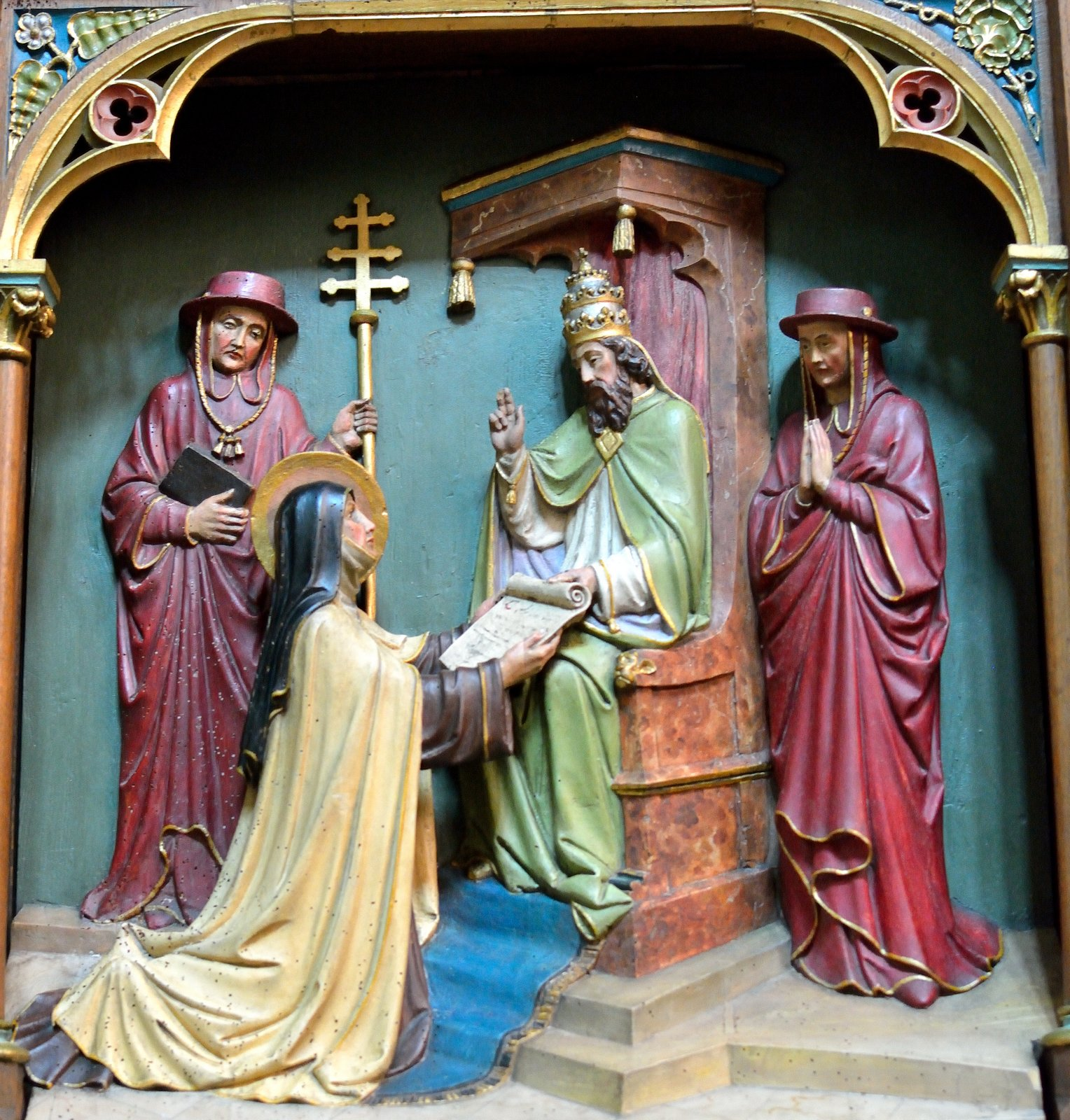
Sint-Coleta bij de paus, vleugel van een retabel in de Sint-Coletakerk te Gent